# Kalāteh-ye Āhan
Kalāteh-ye Āhan (persiska: کلاته آهن) är en ort i Iran.   Den ligger i provinsen Khorasan, i den nordöstra delen av landet, 700 km öster om huvudstaden Teheran. Kalāteh-ye Āhan ligger 1 432 meter över havet och antalet invånare är 277.
Terrängen runt Kalāteh-ye Āhan är lite bergig.Runt Kalāteh-ye Āhan är det ganska tätbefolkat, med 185 invånare per kvadratkilometer. Närmaste större samhälle är Ţorqabeh, 5,8 km nordost om Kalāteh-ye Āhan. Trakten runt Kalāteh-ye Āhan består i huvudsak av gräsmarker.